# Highlife (musique)
Pour les articles homonymes, voir High Life.
Cet article concerne un genre musical africain. Pour l'automate cellulaire, voir HighLife.
Genres dérivés
Afrobeat, hiplife, Igbo highlife
Le highlife, aussi écrit high-life, est un genre musical africain ayant émergé dans les années 1900 à Accra, en Côte-de-l'Or (désormais Ghana).

## Histoire
Tiré des musiques d’église, des fanfares militaires, du jazz, des chants de marins, du calypso et des rythmes de la côte (« osibi » du Ghana à base de percussions et de chants, « ashiko » de Sierra Leone, « dagomba » et jeu de guitare « fireman » du Liberia), le highlife (littéralement : « la belle vie, la grande vie ») se développe d’abord à Kumasi dans les années 1920, seconde ville du Ghana et chef-lieu de la région ashanti. Au début de la Seconde Guerre mondiale, ce rythme explose à Accra, devenu l’aéroport de transit des forces alliées en campagne au Moyen-Orient : des milliers de soldats européens et américains dont de nombreux musiciens y faisant escale, mêlent au highlife originel le jazz et le swing. Le Ghana est aussi en 1954 la première usine de pressage de vinyles d'Afrique de l'Ouest, située à Kumasi justement. Et c'est début mars 1957 le premier pays d'Afrique de l'Ouest à s'émanciper de l'ancienne puissance coloniale.
Le highlife est également servi par le bouillonnement idéologique d’une élite intellectuelle dont la réflexion s’articule autour de quelques grands thèmes comme le nationalisme culturel, le respect de la personnalité africaine, la solidarité des peuples noirs et surtout le panafricanisme dont le plus ardent militant est Kwame Nkrumah, le président de ce pays indépendant en 1957. Cette indépendance est célébrée dans de nombreux morceaux de musique.

## Quelques artistes du highlife
Parmi les musiciens les plus notoires, se trouvent les ghanéens E.T. Mensah (en), Ebo Taylor et Gyedu-Blay Ambolley ainsi que les trompettiste et saxophoniste nigérians Victor Olaiya (en) et Fela Kuti. Ce dernier fera plus tard évoluer le style highlife vers un nouveau genre musical, l'afrobeat.